# Jisan-dong, Gwangju
Jisan-dong (koreanska: 지산동) är en stadsdel i staden Gwangju i den södra delen av Sydkorea,  270 km söder om huvudstaden Seoul. Den ligger i stadsdistriktet Dong-gu.

## Indelning
Administrativt är Jisan-dong indelat i:
| Namn    | Namn             | Yta km² | Invånare 31 dec 2020 |
| ------- | ---------------- | ------- | -------------------- |
| 지산1동 | Jisan 1(il)-dong | 1,01    | 4 734                |
| 지산2동 | Jisan 2(i)-dong  | 1,60    | 5 006                |